# لوغوس

لوغوس (بالإغريقية: Λούος) (بالإنجليزية: Logos)، وهي من أشد الكلمات أهمية وأكثرها غموضا في الفكرين الغربيين الديني والفلسفي، إذ تدل في سياقات شتى على مدلولات متعددة، كالخطاب، اللغة، العقل الكلي، كلمة الإله، من بين معان أخرى.

## عند هرقليطس
هرقليطس، الفيلسوف اليوناني القديم اهتم بشكل عظيم بـ اللوغوس، فقد اعتبره «القانون الكلي للكون». يقول هرقليطس: «كل القوانين الإنسانية تتغذى من قانون إلهي واحد: لأن هذا يسود كل من يريد، ويكفي للكل، ويسيطر على الكل». ووافقه الرواقيون وقالوا أن العقل أو اللوغوس هو المبدأ الفعال في العالم، وهو الذي يشيع في العالم الحياة، وأنه الذي ينظم ويرشد العنصر السلبي في العالم ويعنون «المادة». وقال ذيوجانس اللائرسي عن مذهب الرواقيين: «يقول الرواقيون أن اللوغوس هو المبدأ الفعال في الهيولي، إنه الله، وهو سرمديّ، وهو الفعال لكل شيء من خلال المادة».

## عند فيلون اليهودي
قال فيلون عن اللوغوس أنه أول القوى الصادرة عن الله، وأنه محل الصور، والنموذج الأول لكل الأشياء. وهو القوة الباطنة التي تحيي الأشياء وتربط بينها. وهو يتدخل في تكوين العالم، لكنه ليس خالقاً. وهو الوسيط بين الله والناس، وهو الذي يرشد بني الإنسان ويمكنهم من الارتفاع إلى رؤية الله. ولكن دوره هو دائماً دور الوسيط. ويقينه بأنه «إلهي» θέος ويميزه من الله بأداة التعريف التي تضاف إلى الله οθέος ولكنها لا تضاف إلى اللوغوس.

## في العهد القديم
من بين اسفار العهد القديم في الكتاب المقدس، هناك سفر باسم «سفر الحكمة لسليمان» ويصف فيه صاحبه الحكمة بأنها بالقرب من الله أو عند الله تشاركه عرشه الإلهي وأنها صادرة عن مجده، وتساعده في عملية الخلق، وتسري في كل الأشياء وتحقق وحدة العالم.
ويمكن أن تتصل بمن من البشر مستعدين لتلقيها، لتقدس أرواحهم وتؤمّن لها الخلود عند الله: وهذه الحكمة تسمى في عدة مواضع باسم «اللوغوس»، وهذا اللوغوس (الكلمة) الذي فيه جعل إله إسرائيل، رب الرحمة، كل الأشياء. وبه نجى شعب إسرائيل وسينجّي كل النفوس التي تتلقاه.

## في العهد الجديد
يستهل يوحنا في الإنجيل الرابع المنسوب إليه، بالحديث عن (الكلمة): «في البدء كان الكلمة، والكلمة كان عند الله، والله هو الكلمة، به كل شيء كان، وبغيره لم يكن شيء مما كان».
وجاء في خاتمة رسالته الأولى وفي الرؤيا المنسوبة إليه أيضاً أن هذا اللوغوس أو الكلمة، هو الذي كان قبل خلق الكون، كان عند الله، وهو هو الله، وهذا اللوغوس أو الكلمة، تجسد، أي اتخذ جسداً، وحلّ بين الناس، فكشف لهم حقيقة النجاة (الخلاص) وبث فيهم الحياة الخالدة، ممكنا لهم من أن يصيروا أبناء الله. وبالجملة: أنه يسوع المسيح.
وهذا اللوغوس، عند القديس يوحنا، لا يماثل تماماً الحكمة في سفر الحكمة، ولا اللوغوس عند فيلون والأفلاطونية المحدثة، لأنه عند يوحنا هو الله نفسه، وليس قوة تابعة لله كما هي الحال عند فيلون.

## عند آباء الكنيسة
في أثر يوحنا جاء الآباء المسيحيون: يوستينوس، وكليمانس السكندري، واوريجانس السكندري، فوجدوا في فكرة اللوغوس وسيلة لتفسير الاتفاق بين الفلسفة اليونانية والعقيدة المسيحية، بأن ادعوا أن اللوغوس هو مصدر كلتيهما، والينبوع الوحيد لكل حقيقة.
وفي تصوّر آباء الكنيسة لـ اللوغوس، أكدوا أمرين:
- التساوي التام بين اللوغوس وبين ابن الله وبين الله الآب.
- مشاركة الجنس البشري في اللوغوس من حيث هو العقل.

## عند الغنوصيين
قرر الغنوصيون أن اللوغوس هو أدنى الأيونات، وأنه الذي يتولى تكوين العالم، فتصدى لهم القديس ارينايوس وأكد المساواة التامة بين الله وبين اللوغوس وبين الروح القدس.

## عند أوريجانس فيما بعد
حاول أوريجانس في القرن الثالث أن يفرّق في الدرجة بين الله الآب وبين اللوغوس. وقرر أنه يمكن ان ننعت اللوغوس بأنه وجود الموجودات، وجوهر الجواهر، وصورة الصور، لكننا لا نستطيع أن ننعت الله الآب بمثل هذه النعوت، لأنه يتجاوزها جميعا. صحيح أن اللوغوس أزليّ مع أزلية الله الآب، لكن ذلك ليس بنفس المعنى. إن الله الآب هو الحياة و«الابن» يستمد الحياة من «الآب».

## قرار المجامع الكنسية
رفضت الكنيسة في مجامعها (نيقيه، أفسس 325 - 431) تفسير أوريجانوس، واعتبرته هرطقة. وبقيت على الرأي الأول وهو القول بالتساوي بين الله وبين الابن والذي هو الكلمة (اللوغوس). ومنذ ذلك التاريخ صار اللوغوس يشكل معنى دينياً، أكثر منه فلسفياً.

## عند الصوفية المسلمين
منذ تحول اللوغوس إلى معنى ديني، وُجد خصوصا عند الصوفية المسلمين، بخاصة عند ابن عربي.
هناكَ مِن المعاصرين ـ وهو الدكتور حسن ظاظا في كتابه (اللسان والإنسان مدخل إلى معرفة اللغة) ـ ذهب إلى القول باضطراب القدماء حول اشتقاق كلمة اللغة، وأنّه لا يوجد شاهدٌ واحدٌ على استعمال العرب لكلمة اللغة بهذا المعنى العلمي الذي نعنيه، ثم قررَ أنَّ أصل كلمة (لغة) يوناني غير عربي، وهو كلمة (لوغوس)، التي تعني باليونانية الكلمة أو الكلام.

## عند الفلاسفة المحدثين
لم يعد لـ اللوغوس مكان عند المحدثين، اللهم إلا على سبيل التعبير الديني عن بعض الإتجاهات، كما هو موجود عند فيشته في كتابه «المدخل إلى الحياة السعيدة» حين استشهد بمطلع إنجيل يوحنا للتدليل على الاتفاق بين مثاليته وبين المسيحية، يرى في اللوغوس أنه هو «الأنا».